# Jordi Jané i Carbó
Jordi Jané i Carbó (Sabadell, 1944) és un escriptor, traductor i professor universitari català.
Catedràtic de Filologia Alemanya de la Universitat Rovira i Virgili a Tarragona, les seves principals línies d'investigació són la literatura alemanya moderna i contemporània, i les relacions literàries hispano-alemanyes. És autor de diverses monografies, entre les quals destaquen Recepción de la Revolución Francesa: literatura jacobina alemana (1989) que és fruit de la seva tesi doctoral, Literatura alemanya moderna (1997) i Heinrich Heine 1797-1856 (2011). També ha publicat nombrosos articles i contribucions sobre autors d’expressió alemanya plenament canònics com ara Goethe, Schiller, Heinrich von Kleist, Heinrich Heine i Rilke, entre d‘altres.
Entre les seves publicacions destaquen Denk modelle. Akten des Achten Spanisch-Österreichischen Symposions (2000), com a editor, Ihr mögt mich benutzen. Goethe: usos y abusos (2004), editat conjuntament amb Marisa Siguán, Deutsch-spanische Zwischenwelten – NeueHorizonte für die spanische Germanistik zu Beginn des 21. Jahrhunderts (2005), escrit conjuntament amb Macià Riutort i Evolución estética de Hugo von Hofmannsthal (2005).
Com a traductor, ha treballat en traduccions al català i al castellà de diverses obres de poetes, novel·listes i dramaturgs alemanys. Entre les que ha traduït al català es troben La fira de Plundersweilern, una comèdia de titelles de Goethe, amb notes erudites del traductor, Max i Mòritz, obra de l'humorista del segle XIX Wilhelm Busch, i l'antologia de textos Entre l’ahir i el demà, de Kurt Tucholsky, escriptor alemany compromès amb l’antimilitarisme a l'època nazi, on reflexiona sobre la naturalesa humana i tot allò que podia condicionar la vida d'un ciutadà alemany en el període d’entreguerres. Entre les que ha traduït al castellà es troben obres de Heinrich Heine, com Alemania. Un cuento de invierno (1982), de Gotthold Ephraim Lessing, Minna von Barnhelm, (1979) i Emilia Galotti (1998), d'E.T.A. Hoffmann, Sor Monika (1986), i de Kurt Tucholsky, (El palacio de Gripsholm (1994) i Entre el ayer y el mañana (2003), i d'Elfriede Jelinek, Las amantes (2004), i Obsesión (2007).